# Mill Basin (Brooklyn)

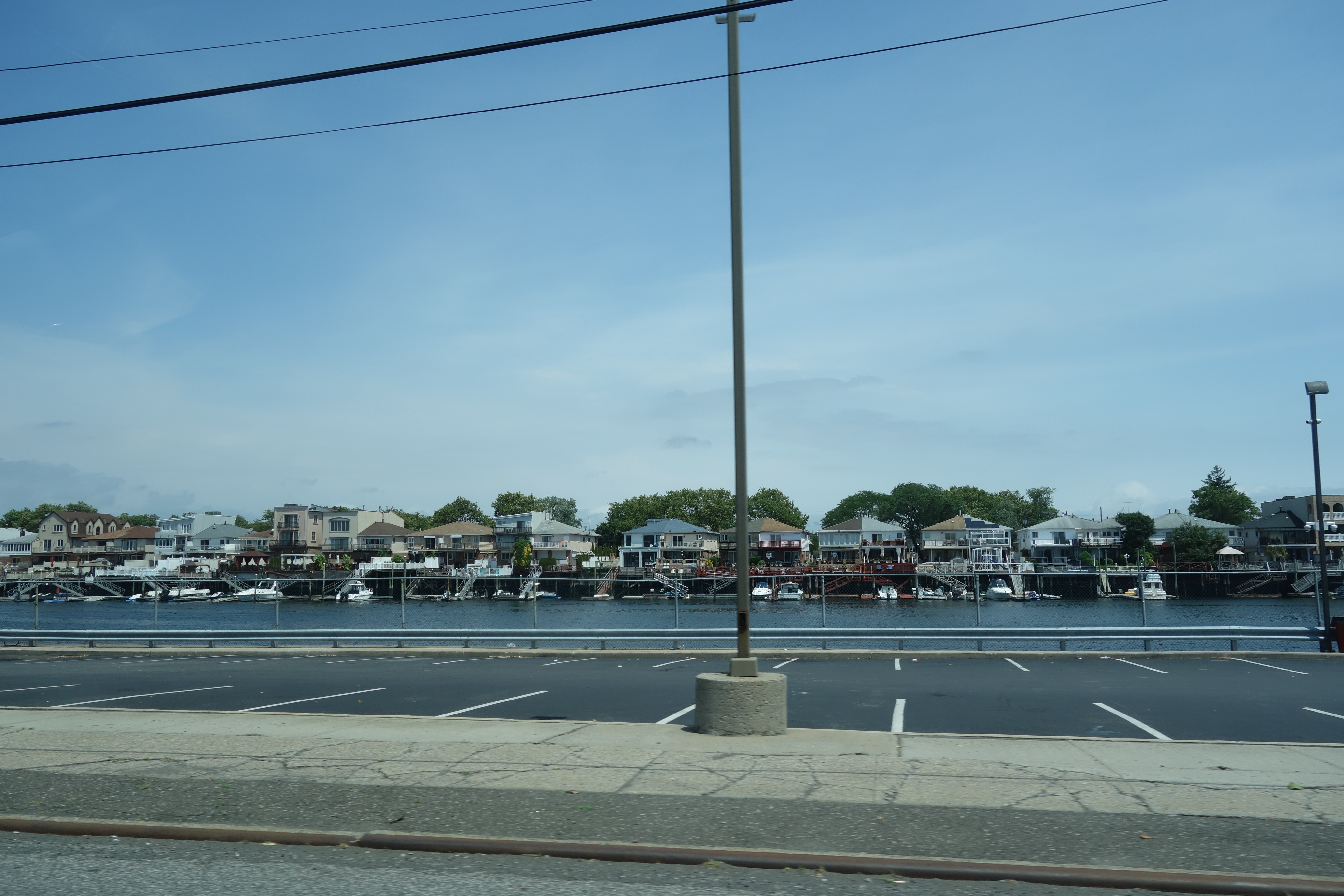
Blick von der Flatbush Avenue auf die am Westufer gelegenen Häuser von Mill Basin

Mill Basin ist ein Stadtteil (Neighborhood) im Süden des Stadtbezirks Brooklyn (Borough Kings County) in New York City, USA. Das Wohnviertel wird überwiegend von Weißen bewohnt.
Im Jahr 2020 lebten hier laut US Census 12.095 Menschen auf knapp 1,9 Quadratkilometern. Mill Basin ist Teil des Brooklyn Community District 18 und gehört zum 63. Bezirk des New Yorker Polizeidepartements. Die Postleitzahl ist 11234. Kommunalpolitisch wird es vom 46. Bezirk des New York City Council (Stadtrat) vertreten.

## Beschreibung

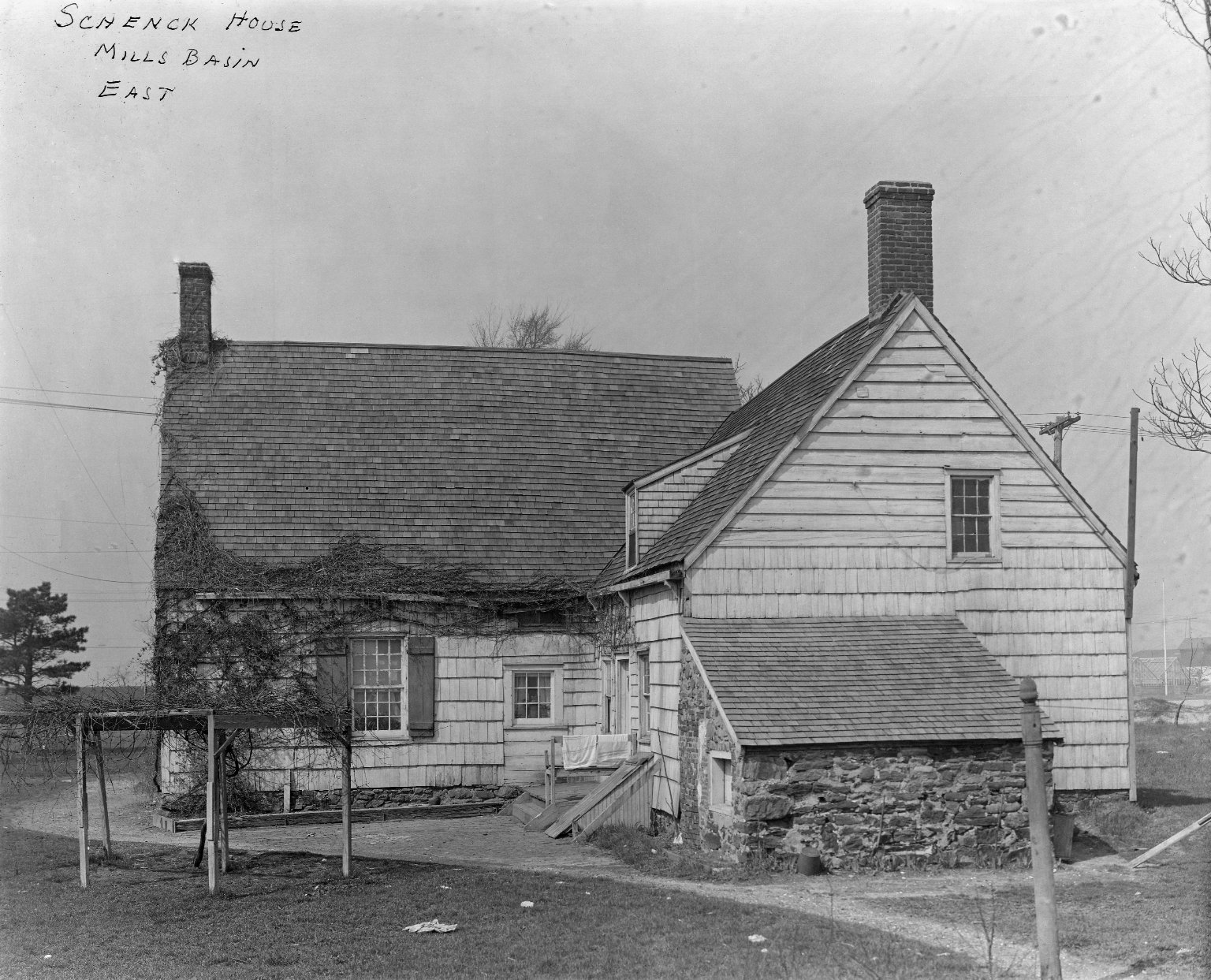
Das Haus von Jans Martense Schenck im 19. Jahrhundert

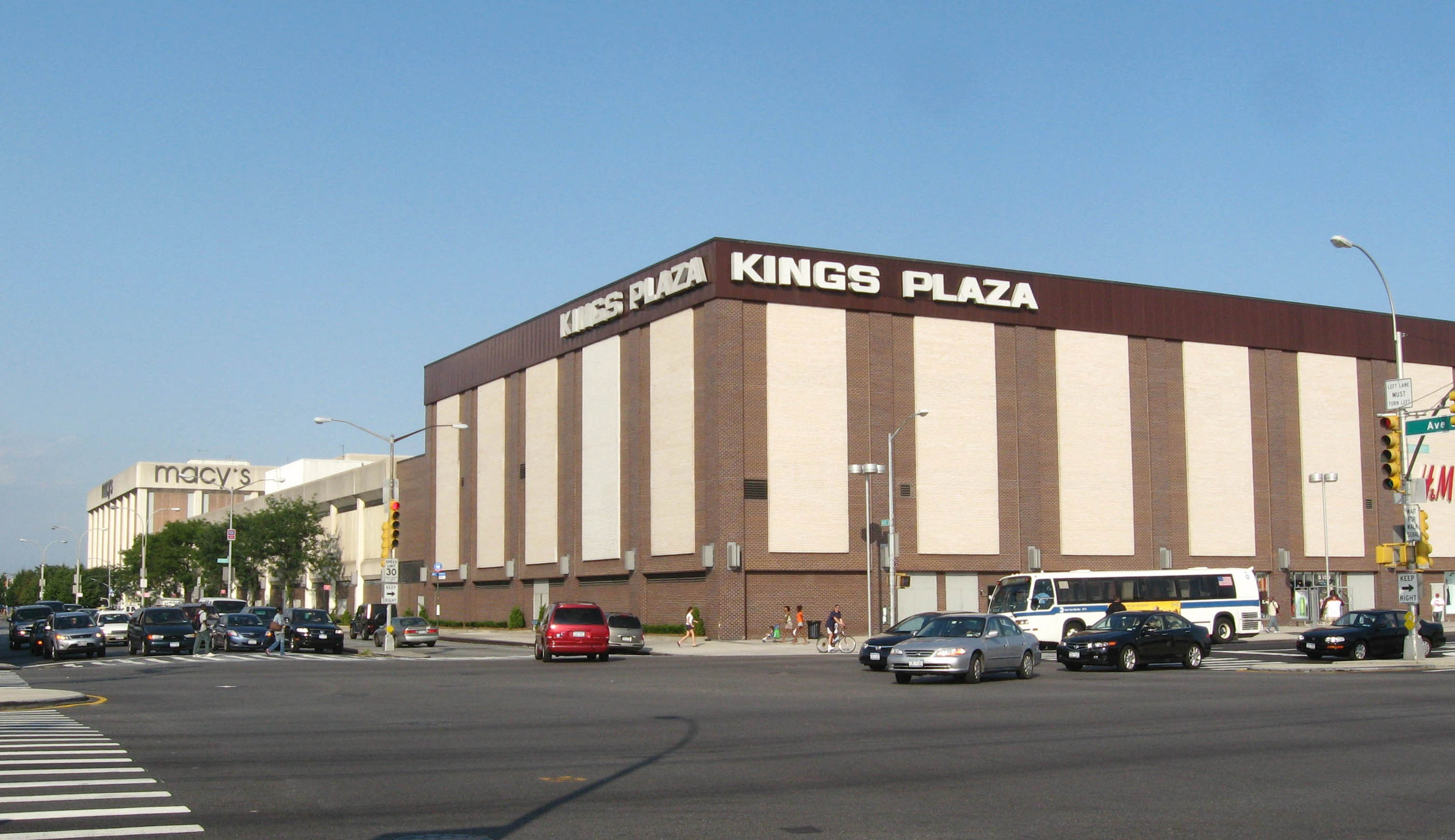
Einkaufszentrum Kings Plaza an der Avenue U

Mill Basin befindet sich im Süden des Stadtbezirks Brooklyn an der Jamaica Bay. Der größte Teil des Viertels liegt auf einer Halbinsel, die von drei Seiten mit dem gleichnamigen Wasserbassin umschlossenen ist. Benachbarte Stadtteile und begrenzende Straßen sind Marine Park und Flatbush Avenue im Westen, Flatlands und die Avenue T, Ralph Avenue und Veterans Avenue im Norden sowie Bergen Beach und die East 67th Street im Osten. Im Süden liegt die ehemalige Insel und heutige Halbinsel Barren Island mit dem historischen Flugplatz Floyd Bennett Field. Das Viertel gliedert sich in Mill Basin auf der Halbinsel und Old Mill Basin nördlich der Avenue U.
Mill Basin war ursprünglich eine leicht hügelige und von Wiesen beherrschte Insel namens Mill Island und wurde von Lenape-Indianern bewohnt. Zwischen 1637 und 1667 traten die Lenape mit drei Verträgen einen Großteil ihres Landes, darunter Mill Island, an holländische Siedler ab. Das Land war ab 1675 im Besitz von Jans Martense Schenck, der hier unter anderem einen Bauernhof, eine Getreidemühle und einen Pier errichtete. Bis Anfang des 20. Jahrhunderts fanden zahlreiche Landübertragungen statt. Wegen der Getreidemühle nannten die Siedler die Insel zunächst „Die Mühle“, ehe sie ab Ende des 19. Jahrhunderts als Mill Island bezeichnet wurde. In den 1890er Jahren wurde zwecks Industrieansiedlung ein Damm errichtet, der Mill Island mit Bergen Beach verband. In den folgenden Jahren verband man Mill Island durch Landaufschüttung zwischen der Avenue U und der Strickland Avenue mit Long Island und man legte das Bassin an. Von Anfang bis Mitte des 20. Jahrhunderts war das Gebiet von Industrie und Docks geprägt und weite Teile von Mill Island war noch Schwemmland. Nach dem Zweiten Weltkrieg begann die Umgestaltung zu einem Wohngebiet.
Mill Basin ist heute überwiegend ein Wohngebiet mit Ein- und Zweifamilienhäusern, die überwiegend ab den 1960er Jahren erbaut wurden. Old Mill Basin dagegen besteht zum Teil aus Reihenhäusern. Lediglich entlang der Avenue U und der Strickland Avenue sind Gewerbebetriebe und Einkaufszentren angesiedelt. „Kings Plaza“ mit 100.000 m² Verkaufsfläche an der Avenue U ist das größte überdachte Einkaufszentrum in Brooklyn. Auf der Halbinsel sind die Straßen halbkreisförmig angelegt, womit der Stadtteil einen eigenen, für New York ungewöhnlichen Charakter besitzt. Viele Häuser auf der Halbinsel, die direkt am Wasser liegen, haben eine Anlegestelle. Mill Basin gehört zu den teuersten Vierteln in New York und die Häuser, manchmal auch nur die relativ kleinen Grundstücke, haben oft einen Marktwert von über einer Million Dollar.

## Demographie

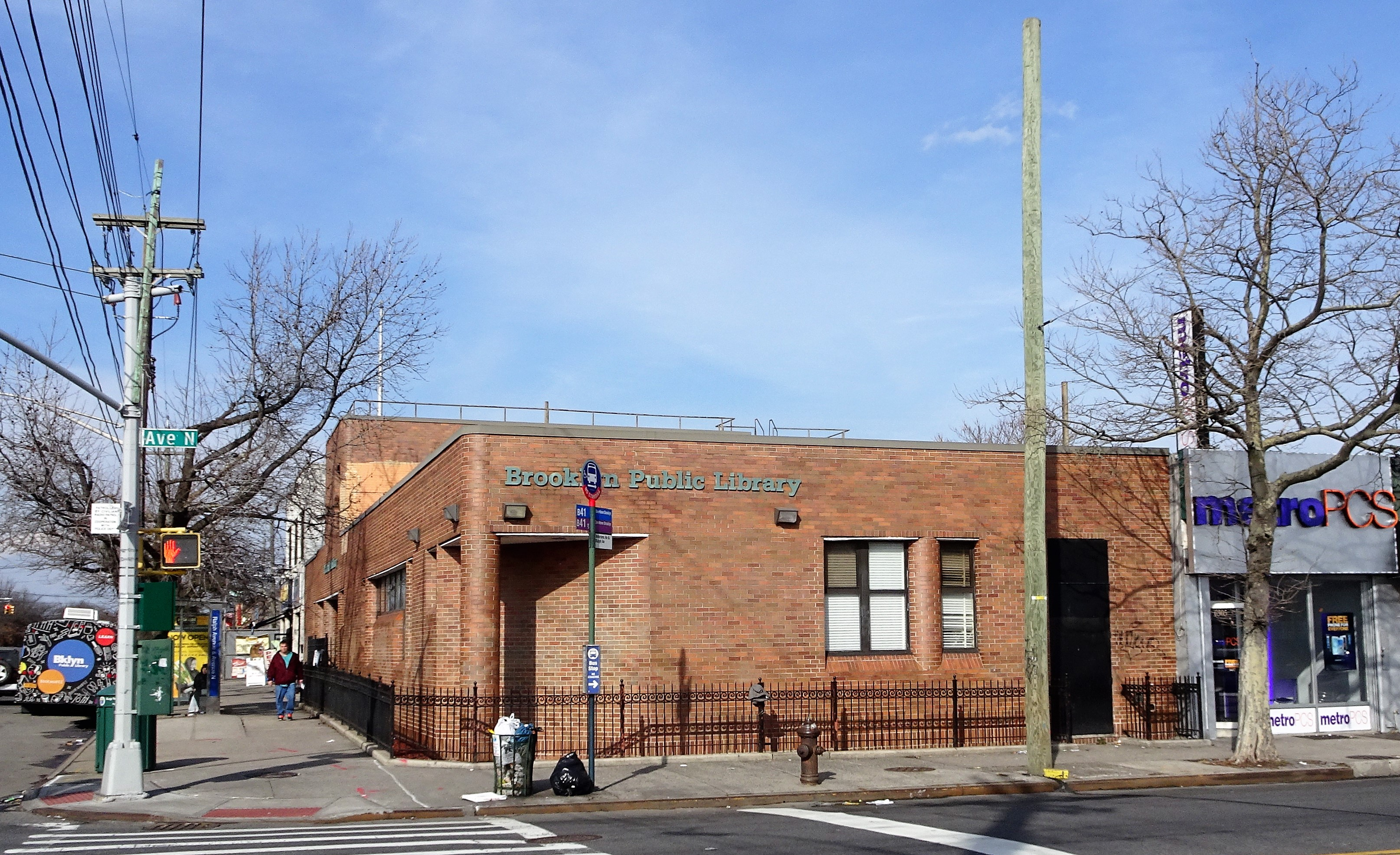
Mill Basin Bibliothek der Brooklyn Public Library an der Avenue N

Im Jahr 2020 hatte das United States Census Bureau die statistischen Zählbezirke (Areas und Tracts) neu konfiguriert. Somit sind die vor 2020 erzielten Daten meist nicht mehr mit den ab 2020 erhobenen Daten vergleichbar, des Weiteren sind die Zählbezirke Neighborhood Tabulations Area (NTA) und Census Tracts meist nicht deckungsgleich mit den genannten Stadtteilgrenzen. Da dies auch bei Mill Basin zutrifft, werden die Census Blocks als kleinste Einheit zur Berechnung verwendet.
Mill Basin wird überwiegend von Weißen bewohnt, die fast 70 % der Einwohnerschaft bilden. Laut Volkszählung von 2020 hatte das Viertel in den angegebenen Grenzen 12.095 Einwohner bei einer Einwohnerdichte von 6366 pro km². Im Stadtteil lebten 8.363 (69,1 %) Weiße, 1.477 (12,2 %) Schwarze/Afroamerikaner, 911 (7,5 %) Hispanics und Latinos, 946 (7,8 %) Asiaten, 103 (0,9 %) aus anderen Ethnien und 295 (2,4 %) aus zwei oder mehr Ethnien.
Gemeinsam mit Marine Park und Bergen Beach bildet Mill Basin die Neighborhood Tabulations Area BK1802 mit 46.955 Einwohnern.	

## Verkehr
Mill Basin hat keinen Anschluss an die New York City Subway. Die nächstgelegene U-Bahn-Station ist die etwa drei Kilometer entfernte Station Flatbush Avenue–Brooklyn College im Stadtteil East Flatbush. Dort endet die Linie  der IRT Nostrand Avenue Line (Seventh Avenue Express).
Die Abteilung MTA Regional Bus Operations der New York City Transit Authority bedient Mill Basin mit den Buslinien B3, B41, B47, B100, BM1 und Q35. Auf der Straße ist es von Süden über den Belt Parkway (Shore Parkway) mit Anschlussstelle an der Flatbush Avenue und aus Norden über die Flatbush Avenue erreichbar. Hauptverkehrsstraße ist die Avenue U.